# Hendrik Van Dijck
Hendrik Van Dijck, ou Van Dyck, né le 5 février 1974 à Herentals, est un coureur cycliste belge. Professionnel de 1995 à 2003, il a notamment remporté le Grand Prix E3 (1997) et la Nokere Koerse à trois reprises (1996, 1997 et 2000).

## Palmarès

### Palmarès amateur
- 1990
  - Tour des Flandres juniors
- 1991
  - Trophée des Flandres
  - 2e de Liège-La Gleize
  - 3e de la Ster van Zuid-Limburg
  - 3e du championnat de Belgique sur route juniors
- 1992
  - 3e du championnat de Belgique sur route juniors
- 1993
  - 2eb étape du Circuit franco-belge
  - 2e du Zesbergenprijs Harelbeke
- 1994
  - Zesbergenprijs Harelbeke
  - Hasselt-Spa-Hasselt
  - 3e de la Flèche ardennaise

### Palmarès professionnel
| - 1995 - 2e étape du Tour de Basse-Autriche - 5e étape de la Hofbrau Cup - 1996 - Nokere Koerse - 3e du Circuit du Pays de Waes - 1997 - Trofeo Manacor - Nokere Koerse - Grand Prix E3 - 6e étape du Tour de Suède - 2e étape du Tour de Castille-et-León - 1999 - Grand Prix Rudy Dhaenens - 2000 - 1re étape du Tour de Murcie - Nokere Koerse - 2e du Tour de Cologne - 3e de Cholet-Pays de Loire - 3e de Bruxelles-Izegem - 5e de l'Amstel Gold Race | - 2001 - 2e du Circuit Het Volk - 2002 - 4e étape du Tour de Rhodes - 2e étape du Tour du lac Qinghai - 2003 - 3e de la Nokere Koerse - 3e du Circuit des bords flamands de l'Escaut |

## Résultats sur les grands tours

### Tour d'Italie
1 participation 
- 1999 : 116e